# Michel Amathieu
Michel Amathieu (Crèvecœur-en-Auge, 28 novembre 1955) è un direttore della fotografia francese.

## Biografia
Professore di matematica e fotografo dilettante, dopo essersi cimentato nell'estate del 1983 nella realizzazione del piccolo film in 16mm Argie, diretto da Jorge Blanco, abbandona l'insegnamento per dedicarsi al cinema. Segue i corsi serali di fotografia dell'Ecole Louis Lumière e compie il proprio tardivo apprendistato come assistente operatore sui set di piccole produzioni e pubblicità.
Tra la fine degli anni ottanta e i primi novanta cura la fotografia di cortometraggi e pubblicità, esordendo nel lungometraggio con L'entraînement du champion avant la course diretto da Bernard Favre. Nel 1997 firma la fotografia delle opere prime di Jan Kounen (Dobermann) e Jean-Michel Roux (Les mille merveilles de l'univers), con i quali aveva già girato dei cortometraggi.
Con Gatto nero, gatto bianco (1998), nel quale porta a termine il lavoro di Thierry Arbogast, inizia il sodalizio professionale con il regista Emir Kusturica, che prosegue con il documentario musicale Super 8 Stories (2001), per cui si occupa del trattamento digitale delle immagini, con l'impegnativo La vita è un miracolo (2004), per il quale deve adattarsi ai forti contrasti voluti dal regista, con un episodio del film collettivo All the Invisible Children (2005) e con il light-design della versione teatrale del film Il tempo dei gitani, messa in scena all'Opéra Bastille di Parigi nel 2007.

## Filmografia

### Cortometraggi
- Quartier sauvage, regia di Jean-Michel Roux (1986)
- La voix du désert, regia di Jean-Michel Roux (1987)
- 25 décembre 58, 10h36, regia di Diane Bertrand (1991)
- Trop près des Dieux, regia di Jean-Michel Roux (1992)
- Cendre d'or, regia di Jean-Philippe Écoffey (1992)
- Répétition, regia di Patricia Bardon (1993)
- Paranoïa, regia di Frédéric Forestier e Stéphane Gateau (1993)
- One Night of Hypocrisy, regia di Nicolas Hourès e David Rudrauf (1994)
- Vibroboy, regia di Jan Kounen (1994)
- Quelque chose de différent, regia di Bruno Rolland (1995)
- Le p'tit bal, regia di Philippe Decouflé (1995)
- Mademoiselle Butterfly, regia di Julie Lopes-Curval (2001)
- La carpe, regia di Alanté Alfandari (2002)
- All the Invisible Children, episodio Blue Gypsy, regia di Emir Kusturica (2005)
- Paris, je t'aime, episodio Place des Fetes, regia di Oliver Schmitz (2006)
- Dix films pour en parler (2007)

### Lungometraggi

#### Cinema
- Argie, regia di Jorge Blanco (1984)
- L'entraînement du champion avant la course, regia di Bernard Favre (1991)
- La città perduta (La cité des enfants perdus), regia di Jean-Pierre Jeunet e Marc Caro (1995) (fotografia aggiuntiva)
- Un samedi sur la terre, regia di Diane Bertrand (1996)
- Dobermann, regia di Jan Kounen (1997)
- Les mille merveilles de l'univers, regia di Jean-Michel Roux (1997)
- Le cousin, regia di Alain Corneau (1997)
- Los Angeles senza meta (L.A. Without a Map), regia di Mika Kaurismäki (1998)
- Gatto nero, gatto bianco (Crna macka, beli macor), regia di Emir Kusturica (1998) (fotografia aggiuntiva)
- History Is Made at Night, regia di Ilkka Järvi-Laturi (1999)
- Hijack Stories, regia di Oliver Schmitz (2000)
- Super 8 Stories, regia di Emir Kusturica (2001)
- Fuga da Seattle (Highway), regia di James Cox (2002)
- La vita è un miracolo (Život je čudo), regia di Emir Kusturica (2004)
- Les soeurs fâchées, regia di Alexandra Leclère (2004)
- L'avion, regia di Cédric Kahn (2005)
- Penelope, regia di Mark Palansky (2006)
- L'homme de sa vie, regia di Zabou Breitman (2006)
- Je l'aimais, regia di Zabou Breitman (2009)
- Road, Movie, regia di Dev Benegal (2009)
- Lullaby for Pi, regia di Benoît Philippon (2010)
- No et moi, regia di Zabou Breitman (2010)
- Nicostratos le pélican, regia di Olivier Horlait (2011)
- Blind Man (À l'aveugle), regia di Xavier Palud (2012)
- 11.6, regia di Philippe Godeau (2013)
- Diplomacy - Una notte per salvare Parigi (Diplomatie), regia di Volker Schlöndorff (2014)

#### Televisione
- Le dernier tour, regia di Thierry Chabert - film TV (1994)
- Premières neiges, regia di Gaël Morel - film TV (1999)
- Into the Storm - La guerra di Churchill (Into the Storm), regia di Thaddeus O'Sullivan - film TV (2009)
- Bardot - miniserie TV, 6 puntate (2023)